# プルゼニ - ヘブ線
プルゼニ - ヘブ線（チェコ語: Železniční trať Plzeň–Cheb）は、チェコ国鉄の鉄道線の名称である。路線番号は178。
1872年に皇帝フランツヨーゼフ鉄道によって開業した。なお、2019年以前は、路線番号が170であった。

## 運行形態

### 超特急「インターシティ(IC)」
- オストラヴァン号：　ボフミーン - プルゼニ - ヘブ - フランチシコヴィ・ラーズニェ
一日1往復が運行されている。プルゼニ以東は170号線に、ヘブ以西は148号線のフランチシコヴィ・ラーズニェまで乗り入れる。
2017年以前は、スーパーシティ(SC)として運行していた。2023年度以前は、「ペンドリーノ」の愛称名で運行していた。

- ペンドリーノ号：　オストラヴァ - プルゼニ - ヘブ - カルロヴィヴァリ
一日1往復が運行されている。プルゼニ以東は170号線に、ヘブ以西は140号線に直通する。途中、ラーズニェ・キンジヴァルトにも停車する。
過去の運行形態
2017年以前は、スーパーシティ(SC)として運行していて、ヘブ発着であった。
2017年末に、インターシティ(IC)に種別変更となった。
2020年末に、140号線直通を開始し、カルロヴィヴァリまで延伸された。

- ザーパドニー・エクスプレス号：プラハ - プルゼニ - ヘブ
インターシティ(IC)と合わせて、2時間に1本運行されている。プルゼニ以東は170号線に直通する。ワゴンサービス、子供用スペース・映画、女性用スペースがあり、手回り品持ち込み目的での自転車用スペース利用可能（要予約）。
過去の運行形態
2014年以前は、普通のリフリーク(R)として運行していて、プルゼニ以東の停車駅もリフリーク相当であった（ただしカルジェズは通過）。超特急(SC)の運行される時間帯はプラハ～プルゼニ間の運行で、プルゼニ～ヘブ間は超特急と合わせて2時間間隔での運行となっていた。また、プルゼニ南郊外駅を通過していた。愛称名は、便毎に異なっていた。
2014年末に、特別リフリーク(Rx)に種別変更され、プルゼニ南郊外駅への停車を開始。
2017年末に、エクスプレス(Ex)に格上げとなり、全列車プラハ - プルゼニ間ノンストップとなった。また愛称名が、「ザーパドニー・エクスプレス（西部特急）」に統一された。
2018年末に、深夜の1本のみホルジョヴィツェとロキツァニへの停車を開始。
2021年末に、インターシティ(IC)に種別変更となった。停車駅は変わっていない。

### 快速「スピェシニー(Sp)」
- プルゼニ - ヘブ - カルロヴィヴァリ
2-4時間に1本の運行。ヘブ以北は140号線に直通する。プニョヴァニ - マリアーンスケー・ラーズニェ間には普通列車が殆ど運行されていないので、この区間では事実上ローカル輸送を担っている。
過去の運行形態
2020年以前は、平日2時間に1本、休日4時間に1本の運行であった。全列車がパヴロヴィツェ以西各駅に停車していた他、ブロド通過やミリーコフ停車、あるいはプニョヴァニ停車の列車もあった。終点が便によりばらばらで、スヴォイシーン、プラナー、マリアーンスケー・ラーズニェ、ヘブのいずれかであった他、140号線へは直通していなかった。
2020年末に、平日の列車が削減され、2-4時間に1本の運行とななった。また2021年夏以降、平日・休日とも2-4時間に1本の運行となり、全列車がカルロヴィヴァリまで直通する様になった。この時に、ブロドは全列車停車、ミリーコフ、ヴァリ、サライナ、ステブニツェ、フシェボルジは全列車通過となった。
2023年度よりヴァリ停車となった。
2024年度より、プニョヴァニは全列車通過となった。

- チェコの森号（快速）：　プルゼニ - スヴォイシーン - ビェラー・ナド・ラドブゾウ　【夏季の土曜運行】　※GW Train Regio社による運行
一日1往復の運行。スヴォイシーン以西は186号線に直通する。快速相当の停車駅であるが、ヴラノフを通過し、プルゼニ行に限りプニョヴァニも通過する。
2019年に運行を開始した。

### 普通
下記系統が運行されている。なお、スヴォイシーン - プラナー間には、2014年12月以降2023年度まで運行していなかった。
- プルゼニ - スヴォイシーン ( → プラナー → タホフ)
一日1往復の運行。スヴォイシーン以東は毎日運行だが、金曜日に限り、西行片道1本がプラナーから184号線に直通する。
2023年度以前は、全てスヴォイシーン以東のみの運行であった。
- (プラナー・ウ・マリアンスキーフ・ラーズニー - )マリアーンスケー・ラーズニェ - ヘブ
一日あたり、平日2-4時間に1本、休日2.5往復の運行で、日中は5時間程度間隔が空くこともある。大部分はマリアーンスケー・ラーズニェ発着で、1往復がプラナーまで運行される。一部は140号線のカルロヴィ・ヴァリやモストまで直通する。
過去の運行形態
2020年以前は、平日・休日とも2-4時間に1本の運行であった。マリアーンスケー・ラーズニェ以東へは、平日・休日2往復、土曜日1往復が直通していた。
2020年末に、マリアーンスケー・ラーズニェ以東で、休日1往復に減便され、土曜日の運行がなくなった。2021年夏以降は、全区間で休日の本数が減便され、一日2.5往復のみの運行となった。マリアーンスケー・ラーズニェ以東は、平日・休日とも一日1往復の運行となり、またプラナー発カルロヴィヴァリ行の1本は快速相当の停車駅となった。
2021年末に、プラナー発の列車も各駅停車となった。

### 臨時列車
- 臨時レイルジェット（超特急） 
秋に年1日、プラハ - プルゼニ - チェスケー・ブヂェヨヴィツェ間に1往復運行する。プルゼニ以南は190号線に直通する。プラハ - プルゼニ間ノンストップ。2018年運行。

- プルゼニスキー・ホドヴァル・エクスプレス号（快速） 
旧型車両。年1日のみ、プルゼニ - ホルショフスキー・ティーン - プラナー - ホドヴァー・プラナー間に1往復運行する。プラナー以南は184号線に直通する。2017,18年運行。

### 過去の運行系統
- 超特急「スーパーシティ(SC)」
現在のインターシティ(IC)の前身。オストラヴァ～プルゼニ～ヘブ間に、2往復が運行されていた。プルゼニ以東は170号線に直通していた。また、うち1往復のみ、148号線のフランチシコヴィ・ラーズニェまで乗り入れていた。2017年末に、インターシティ(IC)に格下げとなり、自由席の利用が可能となった。

## 駅一覧
以下では、チェコ国鉄178号線の駅と営業キロ、停車列車、接続路線などを一覧表で示す。
- 種別
  - IC：超特急「インターシティ」
  - Sp：快速
  - Os：普通
- 停車駅
  - ■印：全列車停車
  - ●印：一部通過
  - ○印：一部停車
  - ｜印：全列車通過

| 路線名 | 駅名                                           | 駅間営業キロ | 累計営業キロ     | 累計営業キロ       | IC | Sp | Os | 接続路線 | 所在地               | 所在地       |
| ------ | ---------------------------------------------- | ------------ | ---------------- | ------------------ | -- | -- | -- | --- | -------------------- | ------------ |
| 177    | プルゼニ本駅                                   | -            | プルゼニから 0.0 | ウィーンから 349.1 | ■  | ■  | ■  | 160号線（モスト方面） 170号線（プラハ方面、クラトヴィ方面） 191号線（ブルノ方面）                                             | プルゼニ州           | プルゼニ市   |
| 177    | プルゼニ南郊外駅                               | 1.5          | 1.5              | 350.6              | ■  | ■  | ■  | 180号線（ミュンヘン方面） | プルゼニ州           | プルゼニ市   |
| 177    | プルゼニ・ザドニー・スクヴルニャニ駅           | 3.1          | 4.6              | 353.7              | ｜ | ｜ | ■  | | プルゼニ州           | プルゼニ市   |
| 177    | プルゼニ・プルジミツェ駅                       | 1.8          | 6.4              | 355.5              | ｜ | ｜ | ■  | | プルゼニ州           | プルゼニ市   |
| 177    | ヴォホフ駅                                     | 2.1          | 8.5              | 357.6              | ｜ | ｜ | ■  | | プルゼニ州           | 北プルゼニ郡 |
| 177    | コゾルピ駅                                     | 2.5          | 11.0             | 360.1              | ｜ | ｜ | ■  | | プルゼニ州           | 北プルゼニ郡 |
| 177    | プレシニツェ駅                                 | 5.9          | 16.9             | 366.0              | ｜ | ○  | ■  | | プルゼニ州           | 北プルゼニ郡 |
| 177    | プニョヴァニ停留所                             | 3.1          | 20.0             | 369.1              | ｜ | ■  | ■  | | プルゼニ州           | 北プルゼニ郡 |
| 178    | プニョヴァニ駅                                 | 3.1          | 23.1             | 372.2              | ｜ | ｜ | ■  | 177号線（ベズドルジツェ方面）                                                                                                 | プルゼニ州           | 北プルゼニ郡 |
| 178    | スリスラフ駅                                   | 3.8          | 26.9             | 376.0              | ｜ | ○  | ｜ | | プルゼニ州           | タホフ郡     |
| 178    | ヴラノフ・ウ・ストルジーブラ駅                 | 1.9          | 28.8             | 377.9              | ｜ | ■  | ■  | | プルゼニ州           | タホフ郡     |
| 178    | ストルジーブロ駅                               | 4.3          | 33.1             | 382.2              | ■  | ■  | ■  | | プルゼニ州           | タホフ郡     |
| 178    | ミリーコフ駅                                   | 4.8          | 37.9             | 387.0              | ｜ | ｜ | ■  | | プルゼニ州           | タホフ郡     |
| 178    | スヴォイシーン駅                               | 4.0          | 41.9             | 391.0              | ｜ | ■  | ■  | 186号線（ボル方面） | プルゼニ州           | タホフ郡     |
| 178    | オシェリーン駅                                 | 6.0          | 47.9             | 397.0              | ｜ | ●  | ｜ | | プルゼニ州           | タホフ郡     |
| 178    | パヴロヴィツェ駅                               | 6.9          | 54.8             | 403.9              | ｜ | ■  | ｜ | | プルゼニ州           | タホフ郡     |
| 178    | ブロド・ナド・チホウ駅                         | 4.7          | 59.5             | 408.6              | ｜ | ■  | ■  | | プルゼニ州           | タホフ郡     |
| 178    | プラナー・ウ・マリアーンスキーフ・ラーズニー駅 | 4.0          | 63.5             | 412.6              | ■  | ■  | ■  | 184号線（タホフ方面） | プルゼニ州           | タホフ郡     |
| 178    | ホドヴァー・プラナー駅                         | 4.9          | 68.4             | 417.5              | ｜ | ■  | ■  | | プルゼニ州           | タホフ郡     |
| 178    | マリアーンスケー・ラーズニェ駅                 | 7.1          | 75.5             | 424.6              | ■  | ■  | ■  | 149号線（カルロヴィヴァリ方面）                                                                                               | カルロヴィ・ヴァリ州 | ヘブ郡       |
| 178    | ヴァリ・ウ・マリアーンスキーフ・ラーズニー駅   | 3.2          | 78.7             | 427.8              | ｜ | ■  | ■  | | カルロヴィ・ヴァリ州 | ヘブ郡       |
| 178    | ラーズニェ・キンジヴァルト駅                   | 4.5          | 83.2             | 432.3              | ○  | ■  | ■  | | カルロヴィ・ヴァリ州 | ヘブ郡       |
| 178    | ドルニー・ジャンドフ駅                         | 6.1          | 89.3             | 438.4              | ｜ | ■  | ■  | | カルロヴィ・ヴァリ州 | ヘブ郡       |
| 178    | サライナ駅                                     | 3.2          | 92.5             | 441.6              | ｜ | ｜ | ■  | | カルロヴィ・ヴァリ州 | ヘブ郡       |
| 178    | リポヴァー・ウ・ヘブ駅                         | 3.9          | 96.4             | 445.5              | ｜ | ■  | ■  | | カルロヴィ・ヴァリ州 | ヘブ郡       |
| 178    | ステブニツェ駅                                 | 2.9          | 99.3             | 448.4              | ｜ | ｜ | ■  | | カルロヴィ・ヴァリ州 | ヘブ郡       |
| 178    | ヘブ・フシェボルジ駅                           | 2.7          | 102.0            | 451.1              | ｜ | ｜ | ■  | | カルロヴィ・ヴァリ州 | ヘブ郡       |
| 178    | ヘブ駅                                         | 3.9          | 105.9            | 455.0              | ■  | ■  | ■  | 140号線（ウースチー方面）、146号線（ルビ方面） 147号線（ツヴィッカウ方面）、148号線（ホフ方面） 179号線（ニュルンベルク方面） | カルロヴィ・ヴァリ州 | ヘブ郡       |